# 20. World Scout Jamboree 2002/2003

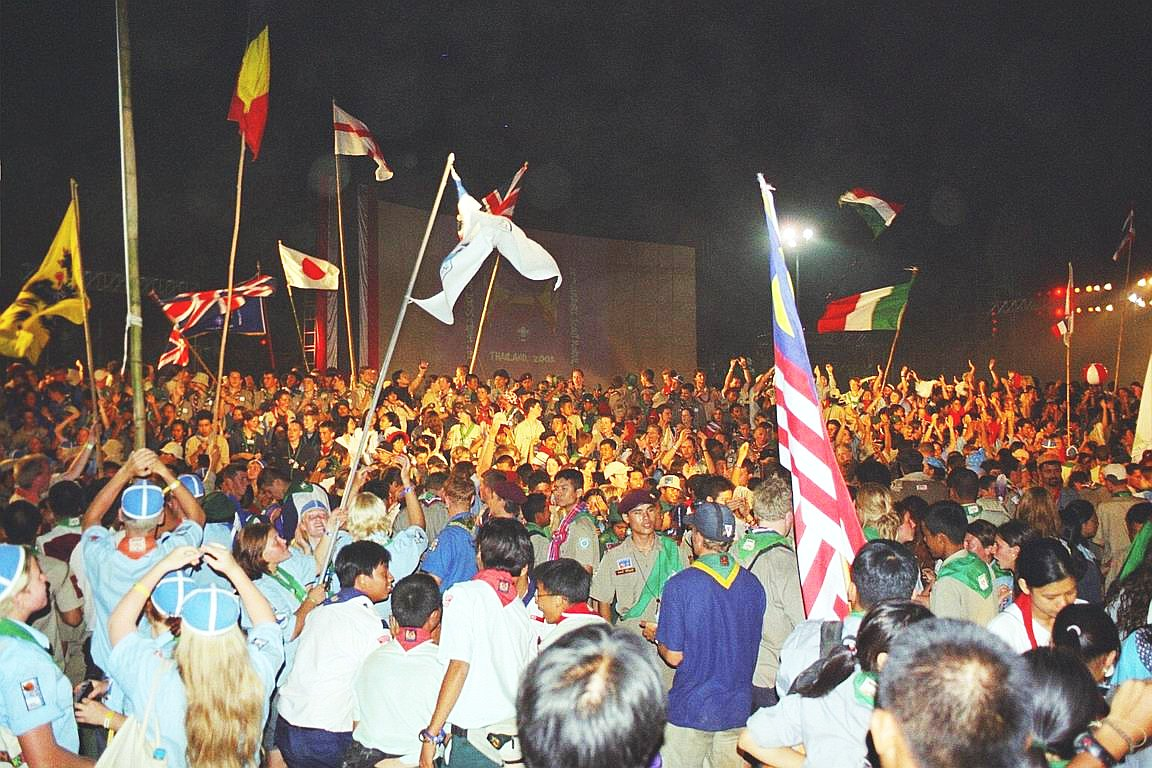
Schlussfeier

Das 20. World Scout Jamboree (Weltpfadfindertreffen) fand vom 28. Dezember 2002 bis zum 8. Januar 2003 in Sattahip, Thailand, unter dem Motto „Share our World, share our cultures“ statt. Mit mehr als 24.000 teilnehmenden Pfadfindern aus 147 Ländern war es eines der größten Treffen der World Organization of the Scout Movement seit dem Zweiten Weltkrieg.

## Programm
Gemeinsame Hauptaktivitäten des Zeltlagers waren die Eröffnungsfeier, die Neujahrsfeier mit einer Rede des thailändischen Königs Rama IX. Bhumibol Adulyadej und die Schlussfeier mit der Fahnenweitergabe an die britische Delegation als Gastgeber des 21. World Scout Jamboree 2007. 
Während des Lagers konnte jede Teilnehmergruppe aus einem Vielzahl von Aktivitäten auswählen. Auf dem Gelände selbst gab es die „Crossroads of Cultures“ (Kreuzung der Kulturen), wo man sich einerseits mit der thailändischen Kultur auseinandersetzten konnte und andererseits Plattformen zum kulturellen Austausch bereitstanden. Das „Global Development Village“ (Globales Entwicklungsdorf) bot vier Workshopbereiche zu den Themen Gesundheit, Umwelt, Frieden und Rechte an. In der „City of Science“ (Stadt der Wissenschaft) wurden moderne Technologien vermittelt. Auch die jeweiligen nationalen Delegationen präsentierten sich in einem eigenen Bereich.
Außerhalb des Lagers wurden verschiedene Unternehmungen in der Umgebung des Platzes durchgeführt, die teils der thailändischen Bevölkerung zugutekamen. Neben Aktivitäten im Meer wurden auch Tageswanderungen durch den Dschungel angeboten.

## Lagerplatz
Der am Golf von Thailand gelegene Lagerplatz umfasste mehr als 1200 Hektar und wurde in vier Dörfer aufgeteilt, die nach den Ozeanen benannt waren. Jedes Dorf bestand aus sechs Unterlagern zu etwa 1000 Teilnehmern in 32 Trupps. Jeder Trupp aus circa 40 Pfadfindern hatte eine Parzelle von 15 m mal 25 m zur Verfügung, um Schlafzelte, Küchenzelt, Materialzelt und Lagertor zu errichten.
Um die Anreise zu erleichtern, wurde extra ein Haltepunkt an der  Bahnstrecke Chachoengsao Junction–Sattahip beim Jamboreegelände angelegt. Für die Wasserversorgung wurde ein Wasserreservoir ausgehoben, welcher etwa 170.000 m³ Wasser fasste.

## Besonderheiten
Wegen der Terroranschläge vom 11. September 2001 machten die Boy Scouts of America ihre Teilnahme von ausreichenden Schutzmaßnahmen abhängig. Neben Kriegsschiffen, die die Küste sicherten, waren thailändische Militäreinheiten in den Wäldern um das Lager stationiert, die für die Teilnehmer weitgehend unsichtbar blieben.